# Ahmed Fathi
Ahmed Ibrahim Fathi Abdel Meneim (arab. أحمد فاثي, ur. 10 listopada 1984 w Kairze) – piłkarz egipski grający na pozycji prawego obrońcy.

## Kariera klubowa
Fathi pochodzi z Kairu. Piłkarską karierę rozpoczął w tamtejszym klubie Ismaily SC. W 2000 roku zadebiutował w jego barwach w pierwszej lidze, gdy liczył sobie 16 lat. W 2002 roku wywalczył swoje pierwsze mistrzostwo kraju i był to jego jedyny sukces z Ismaily, w którym występował do końca 2006 roku.
Na początku 2007 roku Fathi przeszedł do angielskiego Sheffield United za 700 tysięcy funtów. 24 stycznia podpisał 3,5-letni kontrakt z tym klubem. W Premiership zadebiutował 10 lutego w przegranym 1:2 domowym spotkaniu z Tottenhamem Hotspur, a 2 tygodnie później wystąpił w pierwszym składzie w meczu z Liverpoolem (0:4). Nie wywalczył jednak miejsca w drużynie i zaliczył tylko 3 spotkania w pierwszej drużynie z Sheffield.
Latem 2007 roku Fathi był bliski przejścia do Zamaleku SC za sumę 2 milionów euro, jednak sam zawodnik zrezygnował z transferu i 10 września przeszedł do odwiecznego rywala Zamaleku, Al-Ahly Kair. Początkowo na 3 miesiące został wypożyczony do Kazma Sporting Club z Kuwejtu, a do Al-Ahly wrócił na początku 2008 roku. W sezonie 2012/2013 grał w Hull City, a w sezonie 2014/2015 w Umm-Salal SC.

## Kariera reprezentacyjna
W reprezentacji Egiptu Fathi zadebiutował w 2002 roku, gdy selekcjonerem był Mohsen Saleh. Liczył sobie wówczas 17 lat i stał się tym samym najmłodszym zawodnikiem w historii kadry narodowej. W 2004 roku był w kadrze "Faraonów" na Puchar Narodów Afryki 2004. W 2006 roku wywalczył mistrzostwo Afryki - wystąpił m.in. w finale z Wybrzeżem Kości Słoniowej (0:0, karne 4:2), gdy zastąpił kontuzjowanego Waela Gomeę. W 2008 roku Hassan Shehata powołał go na Puchar Narodów Afryki 2008, a Egipt ponownie został mistrzem kontynentu.